# MS Norman Atlantic
MS Norman Atlantic — морской паром (ролкер типа ROPAX), находящийся в собственности итальянской компании Visemar di Navigazione.
В декабре 2014 года паром был зафрахтован греческой компанией ANEK Lines. 28 декабря 2014 года на пароме, находившемся в проливе Отранто (Адриатическое море), вспыхнул пожар. Жертвами происшествия стали по меньшей мере 13 человек, в том числе двое участников спасательной операции. Компания ANEK Lines сообщила, что паром перевозил 475 пассажиров. По информации, появившейся 31 декабря, на судне находились 499 человек, включая 487 пассажиров и 12 членов экипажа, в их число не входят безбилетные пассажиры, вероятно, также находившиеся на борту.
2 января 2015 года паром прибыл на буксире в Бриндизи, Италия. На время проведения расследования на судно был наложен арест.